# Passeggiata in riva al mare
Passeggiata in riva al mare (Paseo a orillas del mar) è il dipinto più celebre di Joaquín Sorolla, che lo eseguì durante l'estate del 1909 a Valencia. Attualmente è conservato presso il Museo Sorolla di Madrid.

## Descrizione
Clotilde García del Castillo, la moglie del pittore, e Maria Clotilde, la loro figlia primogenita, passeggiano lungo il mare, sulla spiaggia della Malva-Rosa. Entrambe sono elegantemente vestite di abiti bianchi e la prima tiene in mano un ombrello aperto.
Il pittore luminista ha captato un preciso istante, i colori, la luce di Valencia, la brezza marina, … Per questo egli imprime la tecnica degli impressionisti (ad es. Donna con l'ombrello girata verso sinistra di Claude Monet), utilizzando un bianco particolarmente luminoso e scegliendo un'inquadratura inusuale, degna di una fotografia: le due donne non sono rappresentate perfettamente a destra né al centro della tavola, il cappello di Clotilde è troncato, la parte inferiore è occupata da una striscia vuota di sabbia. Il resto comprende qualche grano di sabbia in basso a destra del dipinto, come un ricordo supplementare del momento.
Joaquín Sorolla non ha mai venduto Promenade au bord de la mer. Alla sua morte, nel 1923, la tavola è passata al figlio Joaquín Sorolla García, che l'ha lasciata in legato al Museo Sorolla.